# Операција Југоисточна Хрватска
Операција Југоисточна Хрватска (њем. Unternehmen Südostkroatien), у југословенској историографији позната као Романијско-бирчанска операција, а у хрватским публикацијама операција Романија, била је велика антипартизанска операција њемачких и усташко-домобранских трупа током Другог свјетског рата. Спроведена је од 15. до 23. јануара 1942. у тешким зимским условима на планинским терену источне Босне против 1. пролетерске ударне бригаде, Романијског и Бирчанског партизанског одреда и партизанског одреда Звијезда, предвођена Врховним штабом Народноослободилачке партизанске и добровољачке војске Југославије (ВШ НОП и ДВЈ), као и четничких и других устаничких одреда. У југословенској историографији операција је заједно са Другом озренском операцијом позната као Друга непријатељска офанзива.
Као исход војних дејстава, њемачке трупе нису успјеле да униште партизанске јединице. Истовремено, повратили су контролу над раније изгубљеним подручјима, поставили усташко-домобранске гарнизоне у кључна насеља и осујетили планове ВШ НОП и ДВЈ да преузме индустријска и рударска средишта источне Босне.

## Предисторија
Укључивање Босне и Херцеговине (БиХ) у састав Независне Државе Хрватске (НДХ) договорено је на Бечкој конференцији министара иностраних послова Њемачке и Италије од 21. до 22. априла 1941. године. Због својих географских услова, подручје БиХ је међу најпланинскијим и најтеже приступачним областима за транспорт у југоисточној Европи. На прелазу из 1941. у 1942, источне Босна је била жариште устаничког покрета. Овдје су се образовале огромне и међусобно повезане територије, које су контролисали партизани, четници и независни српски одреди или су их користили за кретање и војне операције. Главни непријатељ мјесних устаника била је усташки режим НДХ, који је изгубио контролу готово над цијелом територијом, изузев сјеверног дијела и Сарајева. Након што су њемачке трупе угушиле устанак у Србији у децембру 1941, преостале партизанске снаге предвођене Јосипом Брозом Титом повукле су се у Санџак, а одатле у источну Босну. Ту су се спојили или организовали међудејство са мјесним партизанским одредима, тако и са одредима који су дјеловали у сусједној Херцеговини и Црној Гори. Послије пробоја у источну Босну, одлуком Централног комитета Комунистичке партије Југославије (ЦК КПЈ) и наређењем Врховног штаба од најоданијих партијских бораца који су напустили Србију, као и од дијела црногорских партизана, 21. децембра 1941. формирана 1. пролетерска ударна бригада. Назив бригаде истицао је комунистички карактер јединице. Њени борци су већ имали вишемјесечно борбено искуство. Истовремено, за разлику од источнобосанских партизана, они су већ ступили у борбе са четницима под командом Драгољуба Михаиловића и сматрали су их својим непријатељима. Бригада је формирана на територији Вишеградског среза, који су контролисали четници. Дејства нападача нису била координисана. Партизани су прво одбили напад четника, а затим и Италијана. Пошто прије доласка 1. пролетерске бригаде није било оружаних сукоба између четника и партизана у источној Босни, њено стварање постало је једна од најважнијих догађаја, означивши почетка оружаног сукоба између два антиокупациона покрета на том подручју.
Раст покрета отпора у источној Босни, изазван геноцидном политиком усташа према Србима, као и немогућност домобрана да се носе с њима, приморала је њемачку команду да почетком 1942. посвети више пажње безбједносним питањима у НДХ и да предузме велику здружену операцију њемачких и усташко-домобранских трупа против устаника. С обзиром на планирано пребацивање 342. пјешадијске дивизије Вермахта на Источни фронт, јединице која је учествовала у гушењу устанка у Србији од октобра до децембра 1941, директивном Врховне команде Вермахта од 24. децембра 1941. предвиђено је да се операција изврши до краја јануара 1942. године.

## Положај и планови страна

### Њемачке трупе
Почетком јануара 1942, у штабу њемачких трупа у Србији, генерала Паула Бадера, почеле су припреме за операцију уништења партизанских одреда и других устаничких формација у источној Босни и обезбјеђивање сигурне експлоатације рудних ресурса у интересу Њемачке. Планирано је да се устаничке снаге поразе изненадном офанзивом из правца Зворника, Сарајева, Кладња и Вишеграда, а затим брзом концентричном офанзивом у правцу Сокоца, Рогатице, Власенице и Олова, потиснути их у подручје између Хан Пијеска и Олова и ту их уништити.
У операцији су учествовале њемачке 342. и 718. пјешадијска дивизија, 202. оклопни батаљон, један усташки и четрнаест домобранских батаљона (према другим изворима, укупно дванаест батаљона) и друге јединице. Ваздушну подршку копненим снагама пружали су извиђачки и ловачки авиони. У операцији је учествовало укупно 30.000—35.000 људи. Оперативно руководство операције, под кодним називом „Југоисточна Хрватска” (за усташко-домобранске трупе усвојен је кодни назив операција „Романија”), вршио је штаб 342. пјешадијске дивизије, наступајући из Вишеграда и Зворника главним правцем ка подручју Романије, средишта устаничке територије. Са западам, из правца Тузле и Сарајева, требала је да наступа 718. дивизија. Да би се спријечило могуће повлачење партизанских јединица преко ријеке Босне и обезбједила линија опкољавања на сјеверозападу оперативног подручја, планирало је стварање заштитне групе „Вареш” на линији Вареш — Бреза — Подлугови. Хрватске војне јединице требало је да дјелују у саставу борбених група њемачких дивизија. Опкољавање са југа требало је да заврше италијанске трупе. За ту сврху кориштена је једна дивизија из италијанске 2. армије.
Међутим, њемачки план је имао своје недостатке. Веома узак временски оквир за операцију је углавном занемарен. Није довољно пажње посвећено тешким теренским условима и неприпремљености њемачких јединица за операције у планинама, као ни зависности задатка од опкољавања устаничких снага које су требале спровести италијанске формације. Проблеми са припремом операције постали су очигледни чак и прије него што је почела. Дакле, иако је генерал Бадер 26. децембра апеловао на команданта италијанске 2. армије, генерала Виторија Амброзија, са захтјевом да се од 15. јануара 1942. блокира демаркациона линија на подручју Горажда, италијанска страна је 7. јануара пријавила могуће одлагање операције. На састанку сљедећег дана, Бадер је указао на главни проблем: недостатак времена, који није дозвољавао систематско чишћење подручје које су држали устаници. Стога су њемачке трупе сваког кога су овдје сусреле, морале сматрати непријатељем.

### Партизани
Након формирања 1. пролетерске ударне бригаде, ВШ се пребацио у подручје гдје био базиран Романијски партизански одред, ради организовања борбе против субверзивних активности четника у источној Босни и јачања партизанских одреда. Планови ВШ предвиђали су накнадно успостављање контроле над рударским подручјем Вареш — Бреза, а ако је могуће и Зеница, мобилизацију индустријског пролетеријата и тиме јачање и консолидацију партизана источне Босне. У будућности је било планирано проширење на Србију. Ове планови су осујетиле акције њемачких трупа.
Партизанске снаге у зони операције чиниле су 1. пролетерска бригада, Романијски и Бирчански партизански одреди, као и партизански одред Звијезда — укупно око 6000 бораца. Поред њих, на подручју планине Озрен налазио се Озренски партизански одред. Главни штаб Народноослободилачких партизанских одреда (ГШ НОПО) БиХ налазио се у селу Иванчићи. ВШ, који се налазио у селу Гајеви заједно са ЦК КПЈ, иако је уочио непријатељске намјере, није имао довољно информација да процијени размјере непријатељске операције прије почетка офанзиве и није развио план за одбрану ослобођене територије. Међутим, на основу искуства борби у Србији, све партизанске јединице су имале задатак да избјегавају фронталне сукобе са непријатељем, да га ударају у позадину и са бокова и да маневрисањем држе своју територију.

## Борбена дејства
Операција је изведена у неравном, слабо насељеном планинском предјелу источне Босне, прекривеним дубоким снијегом у то доба године. Њемачке трупе су 14. јануара на температурама од −18 до −20 °C, почеле да напредују из Зворника. Сљедећег дана, покренута је општа офанзива на подручју Романије, висоравни Гласинац и долини Криваје, које су контролисали партизани и други устаници из Тузле, Сарајева и Вишеграда. Прва три дана дејства Нијемаца била су усмјерена углавном против четника, који углавном нису пружали отпор. Међутим, нису све четничке јединице дјеловале на исти начин. На подручју Зворника 14—15. јануара одиграла се дводневна битка између четника и 697. пука 342. пјешадијске дивизије, током које је првог дана погинуло пет њемачких војника, а рањено 33. Четнички отпор је 15. јануара сломљен и Нијемци су заузели село Веља Глава, што је, према Бадеровим ријечима, била најтежа епизода операције. Истовремено, на подручју Зворника, јединице 342. дивизије су без борбе заузеле важна упоришта у Дрињачи и Новој Касаби. У Дрињачи се предало 30, а у Новој Касаби 391 четник. Након тога, Нијемци су без икаквог отпора заузели Милиће, Братунац, Сребреницу, а 16. јануара, без борбе, ушли су у Власеницу. Церски одред ЈВуО, под командом Драгослава Рачића, који се налазио у зони операције, избјегао је борбе са њемачки групама и ушао на територију Србије.
За разлику од четника, партизани су пружили отпор њемачким трупама, али безуспјешно, изузев Бирчанског одреда. У борби са 697. пуком 342. пјешадијске дивизије, појачаним 4. и 5. батаљон 3. домобранског пјешадијског пука, која се одиграла 16. јануара код села Веља Глава, партизани Бирчанског одреда напали су из засједе и смртно ранили дванаест њемачких војника и заробили 24. чету 3. домобранског пука. Ипак, Нијемци су истог дана заузели Шековиће, а сљедећег дана и Власеницу.
Истовремено, главнина 699. пука 342. дивизије, појачана четом 202. оклопног батаљона, напредовала је од Зворника преко Дрињаче у правцу Власенице, не наилазећи на отпор. Оба пука су се спојила у Власеници, а један батаљон 699. пука је заузео Сребреницу. Пукови су 19. јануара наставили офанзиву на Хан Пијесак и борбом код села Хан Плоча потиснули на југ 5. (шумадијски) батаљон 1. пролетерске бригаде са јединицама Бирчанског и Романијског одреда и 20. јануара заузели су Хан Пијесак. То је значајно олакшало задатак 738. пуку 718. пјешадијске дивизије, који је истог дана без борбе заузео Подроманију.
Посљедњи успјех операције био је напад 697. пука (према другим изворима, 698. пука) на село Пјеновац. Нијемци су 21. јануара напали Романијски партизански одред и 5. (шумадијски) батаљон 1. пролетерске бригаде. Напад, изведен из шуме, изненадио је штабове обје партизанске јединице. У бици је погинуло 59 партизана 5. батаљона, укључујући команданта Милана Илића и политичког комесара Драгана Павловића, а командант Романијског одреда Славиша Вајнер је извршио самоубиство да би избјегао заробљавање. Ова побједа била је изузетак у току цијеле операције. На тешком терену, њемачке трупе су дјеловале првенствено дуж путева, остављајући партизанима простор за маневрисање, што је омогућило главном дијелу партизанских одреда да избјегне непријатељске напада и да се, заједно са ВШ, повуче преко демаркационе линије, јер је италијанска 3. брдска пјешадијска дивизија „Равена” прекасно стигла у задато подручје, а блокадна дионица на прузи Горажде — Фоча остала је отворена. Схвативши да су се партизани пробили из окружења, 342. пјешадијска дивизија је у 22.50 часова 22. јануара почела са повлачењем својих јединица. Повлачење 342. дивизије неповољно је утицало на положај 718. дивизије и домобранских јединица, пошто су подручје са којег су устаничке снаге дан раније биле протјеране Нијемци напустили, а партизани и четници добили предах. Повлачење 697. пука у Власеницу и 699. у Сребреницу, искористили су Дангићеви четници и партизани Бричанског одреда, вративши се на своје претходне положаје. Прекид непријатељстава од стране 342. дивизије имао је још повољнији ефекат на већи дио 1. пролетерске бригаде, дајући јој могућност да повуче своје јединице на југ.
Офанзивна дејства њемачких трупа пореметиле су систем командовања и контроле и међудејства партизанских формација расутих по великој територији, које су биле принуђене да избјегавају непријатељске нападе маневрисањем у тешким временским условима. У овој ситуацији, ВШ, који је прешао демаркациону линију на подручју Горажда, изгубио је контакт са својим партизанским јединицама. Тек 23. јануара му се придружио 4. (крагујевачки) батаљон 1. пролетерске бригаде. Преко њега, начелник ВШ Арсо Јовановић послао 27. јануара писмо команди 1. пролетерске бригаде. Комуникација са 6. (београдским) батаљоном успостављена је 23. јануара, који је одмах добио задатак да уђе у Фочу. Након тога, ВШ се преселио у Фочи и започео рад на стабилизацији стања на ослобођеној територији Фочанског среза, сјеверно од Калиновика. Фоча је током наредна три мјесеца постала средиште народноослободилачког покрета, као и Ужице у јесен 1941. године.

### Игмански марш
Штаб 1. пролетерске бригаде и партизанских одреда, у забуни око повлачења, није примјетио да је операција окончана и да су њемачке трупе почеле са повлачењем. Узимајући у обзир снагу непријатељских трупа и велике губитке 2. и 5. батаљона, команда бригаде је настојала да избјегне нове непосредне сукобе и обезбједи слободу маневра својим јединицама. Да би измореним батаљонима омогућио одмор, штаб бригаде их је повукао даље од њемачких јединица. Истовремено, борбени контакт са непријатељем је потпуно престао. Очекујући да ће Нијемци наставити своје акције и плашећи се да ће бити окружени надмоћнијим непријатељским снагама, шта је одлучио да напусти подручје и што прије се споји са ВШ. До 27. јануара, главнина бригаде (1, 2, 3. и 5. батаљон, чета тешког наоружања и штаб) окупила се у подручју села Ракова Нога и тог поднева кренула је у марш ка подручју Фоче, заобилазећи Сарајево преко Сарајевског поља и планине Игман.
Најопаснији и најдужи дио маршруте био је кроз Сарајевско поље, заобилазећи аеродром у Рајловцу и непријатељске гарнизоне. На путу је била потребно савладати жељезничке и друмске линије комуникације и залеђену ријеку Босну. Одлука штаба бригаде сви су прихватили без расправе. План пријелаза је био нестандардни, смио и добро осмишљен, те је стога дјеловао изводљивије него што је заправо био. Мост преко Босне чувала је мјесна полиција, али те ноћи стражари су склоњени због велике хладноће. До 19 часова претходница бригаде је стигла до моста. Пошто нису наишли на непријатеља, претходница је поставила борбене страже и прешла ријеку. Друге јединице које су се приближавале мосту наишле су на препреку — поток Волуица. На мразу од −30 °C био је прекривен ледом, који није могао да поднесе тежину. Док су прескакали поток, неки од бораца су пали у воду. То јо је имало фаталне посљедице. Ципеле су се убрзо претварале у ледену љуштуру и стопала су се смрзла. Мраз је постајао све јачи. Дубок снијег, гужва око потока и при преласку преко пруге због воза у пролазу, као и непомичност у борбеном обезбјеђењу довели су до хипотермије и промрзлина удова. До 22 часа стигли су до подножја Игмана. Овдје су, у непосредној близини одредишта, наишли на нови проблем. Пут до Игмана прво води низ падину, а затим нагло креће нагоре. На овој стрмој падини, пут је био залеђен и прекривен танким слојем свјежег снијега. Људи су се клизали и падали. Исто се дешавало и коњима. То је довело до заустављања колоне и окупљања гомиле људи на мало простору близу планине и на путу Сарајево — Блажуј. Повећала се опасност од изненадног приближавања непријатељских моторизованих јединица. Морали су да сијеку лед сјекирама, истоварају товаре са коња, помажући им да савладају успон, као и да носе тешко оружје и другу опрему уз планину. Све ово вријеме, командант бригаде је био у најтежим подручјима и својим примјером подржавао војнике. Задржавање у подножју Игмана у условима неуобичајено ниске температуре постало је главни разлог за промрзлине код великог броја бораца. Покушаји да се угрију само су погоршали ситуацију: снијег на њиховим ципелама се топио и на хладноћи претварао у лед. Људи који су носили оружје и терет уз планину задобијали су промрзлине на прстима.
Близу Игмана снијежни наноси су постајали све дубљи и дубљи. Људи су се спотицали и падали у дубоки снијег. До зоре је постало још хладније. Колона је већ пјешачила 10 часова без одмора и хране. Снага је јењавала, а планина је постајала све суровија и хладнија. Недовољно обучени војници су се смрзавали чак и ако су се стално кретали. Неки борци су покушали да пронађу уточиште од хладноће у изолованим колибама, али су их њихови команданти приморали да наставе кретање. До 8 часова ујутру колона је стигла на Велико поље. Овдје се налазила планинска кућа, у којој су били четници, који су у то вријеме још увијек сарађивали са партизанима. Подијелили су храну са њима. Болничарке, мање промрзли партизани и четници помагали су у скидању залеђених ципела и масажи промрзлих стопала повријеђених бораца. До 11 часова већи дио бригаде је стигао у Пресјеницу. Мјесно становништво је мобилисано да транспортује промрзле и парализоване борце до оближњих насеља и Трнова, гдје је био стациониран штаб Калиновичког партизанског одреда. Одавдје се, након кратког задржавања, 1. пролетерска бригада премјестила у Калиновик и Фочу. Током осамнаесточасовног марша није било погинулих нити несталих особа, иако је 172 партизана претрпјело промрзлине различитих степена. Послије лијечења у своје јединице се вратило око 120 „Игманаца”.

## Исход
Операција Југоисточна Хрватска завршена је углавном неуспјешно. Већина устаничких снага избјегла је уништење или заробљавање. Неки су се повукли изван зоне операције, као што је био случај са ВШ НОП и ДВЈ и 1. пролетерском бригадом, као и неким четнички одредима. Други су се склонили у удаљена подручја, далеко од важних линија комуникације. Истовремено, њемачке и усташко-домобранске трупе успјеле су да привремено зауставе ескалацију народноослободилачког рата у региону и поремете поступак консолидације партизанских снага, који је отпочео по доласку ВШ НОП и ДВЈ, а такође и да спријечи пробој партизанских одреда у индустријска и рударска подручја источне Босне. У бројним насељима која су окупатори поново заузели, остављени су усташко-домобрански гарнизони.
Иако је концепт операције подразумијевао чешљање подручја у четвороуглу Сарајево — Тузла — Зворник — Вишеград, у тешким зимским временским условима борбена дејства пет њемачких пукова извођена су углавном дуж правца кретања. То је партизанима дало прилику да избјегну њемачку офанзиву. Захваљујући томе, операција је завршена без тешки борби и сукоба и није проузроковала веће губитке на обје стране. Значајна количина оружја заплијењеног од устаника (22 митраљеза и 855 пушака) објашњава се чињеницом да су Дангићеви четници имали наређење да не улазе у борбу са њемачким трупама и да нису пружали отпор током разоружавања. Информације о губицима су контрадикторне. Тако, београдски Војноисторијски институт процјењује укупне губитке усташко-домобранских трупа на 1200 људи, а 1. пролетерске бригаде на 272 људи. Хрватски историчар Владимир Шумановић наводи податке из извјештаја 2. домобранског корпуса од 5. фебруара 1942, према којима су губици устаника износили 736 погинулих, 33 рањених и 1471 заробљених. Штавише, већину укупних губитака устаника чинили су заробљених Дангићеви четници. Губици њемачких трупа: 25 погинулих, 125 рањених, 1 нестао, 64 болесна и повријеђена и 337 промрзлих војника. Губици Домобранства били су 15 погинулих, 35 рањених, 5 несталих и заробљених, 24 болесних и повријеђених и 167 промрзлих домобрана.
Износећи нека од својих размишљања о резултатима операције Југоисточна Хрватска, командант њемачких снага у Србији, генерал Бадер, сумирао их је у писму команданту трупа на југоистоку 5. фебруара 1942: „Покушај да се елиминише жаришта немира у источној Босни је пропао. То неће бити могуће постићи ни у будућности, јер би с обзиром на величину подручја и тежину терена морали бити распоређено најмање шест дивизија, да га постепено чисте како не би остао ниједан мушкарац способан да носи оружје. Било би потпуно небитно д ли су били Срби или Хрвати. Ово би трајало 6—8 недјеља. Када посљедњи способан мушкарац нестане из источне Босне, и даље је за очекивати да ће се жене међусобно поубијати”.

### Сјећање
Догађаји везани за војна дејства партизана током операције Југоисточна Хрватска огледају се у играном филму Игмански марш редитеља Здравка Шотре из 1983. године.
У Граду Сарајеву постоји градитељска цјелина Група споменика посвећених Игманском маршу. Цјелина се састоји од десет спомен-обиљежја. У априлу 2014. група споменика је добила статус националног споменика Босне и Херцеговине.